# Tempelhoff

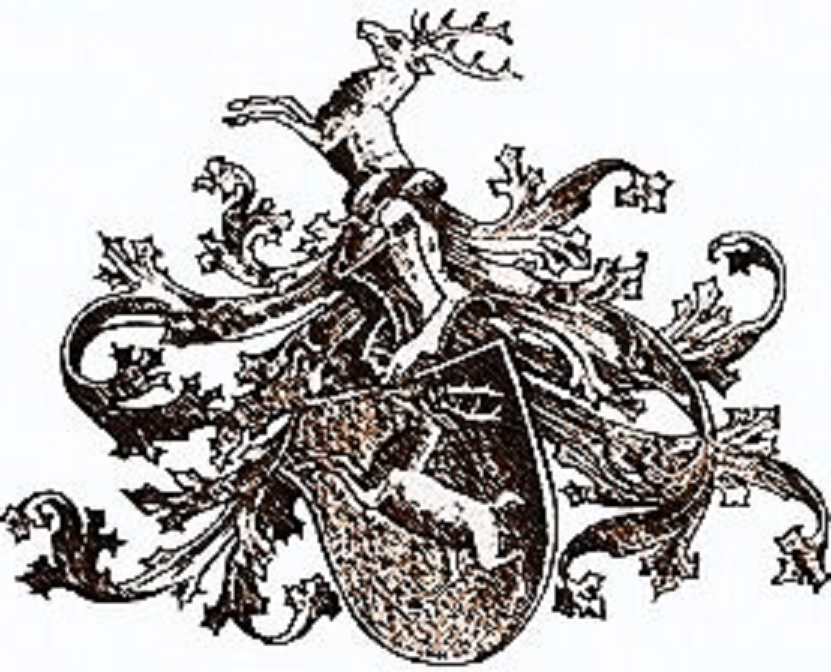
Stammwappen derer von Tempelhoff (16. Jahrhundert)

Die Familie von Tempelhoff ist ein Adelsgeschlecht bürgerlicher Herkunft aus der Mark Brandenburg. Es wurde im Jahr 1784 in den erblichen preußischen Adelstand erhoben.

## Herkunft und Angehörige
Erster urkundlich seit 1504 nachweisbarer Familienangehöriger war Hans der Ältere Tempelhoff, als Inhaber einer Apotheke in Berlin Handelsmann für Arzneiwaren und Gewürze, verehelicht mit Catharina Nickamer. Die Familie war mit Haus, Hof und Äckern, die bis 1435 ein väterliches Erbe unter der Lehenshoheit der Komturei Tempelhof waren, in Berlin angesessen und wurde 1518 mit dem Dorf Ruhlsdorf (Teltow), 1536 mit den Einkünften in den Dörfern Dyrotz in der Gemeinde Wustermark, Markau und Markee bei Nauen und mit dem Untergericht der Städte  Alt-Berlin und Cölln belehnt. Seit 1514 war Hans d. Ä. Tempelhoff Ratmann, seit 1527 Bürgermeister in Berlin, seit 1521 als kurfürstlich-brandenburgischer Küchenmeister zugleich in einem Hofamt tätig. Sein Siegel zeigt einen springenden Hirsch. Er ist am 21. Oktober 1542 oder 1543 in Berlin verstorben und wurde in der Nikolaikirche (Berlin) zu Grabe gelegt.
Gertrud Tempelhoff († vor 1551), Witwe des Jakob I. Grieben aus dem Handelshaus der Grieben in Berlin und Leipzig gab 1540 und 1547 dem kurfürstlichen Hof in Berlin ein Darlehen und ist mit Tuchlieferungen bezeugt.
Hieronymus Tempelhof († 1580) war Handelsmann und 1567 urkundlich, als auf Anweisung des Kurfürsten Joachim II. Vermögen, Waren und Bargeld der Bürger Berlins und Cöllns registriert wurden. Er wurde nach seinem Großvater Johann Tempelhof sen. und seinem Vater Hans Tempelhof jr. dritter und letzter Berliner Bürgermeister aus diesem Geschlecht. 1574 wurde er zum Stadtoberhaupt gewählt und bekleidete das Amt bis 1580. Auch war er einer der ersten Schulvorsteher des Gymnasiums zum Grauen Kloster, das er zudem finanziell unterstützte. Sein Bruder Thomas Tempelhof war Bürgermeister in Spandau, der Bruder Bartholomäus Tempelhof war kurfürstlicher Kammersekretär.

## Erhebung in den Adelstand

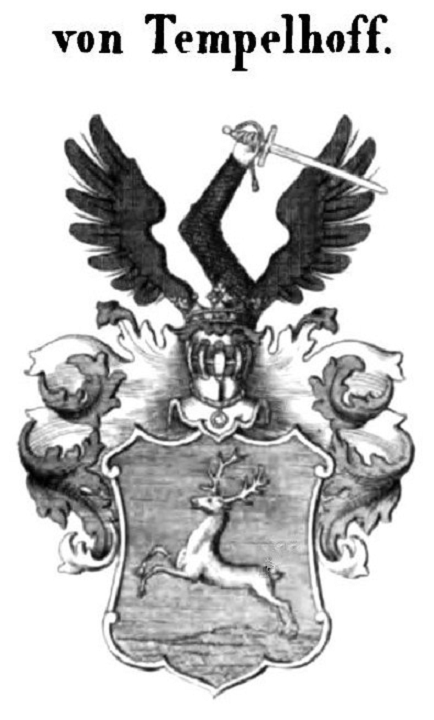
Wappen derer von Tempelhoff

Mit einem Tempelhoff, der 1470 in Mühlenbeck bei Bernau bei Berlin als Heidereiter (berittener Forstaufseher) erscheint, beginnt die Stammreihe der in den preußischen Adelstand erhobenen Familie. Die nächsten Generationen waren Bürger in Bernau, die nach und nach von Ackerbürgern zu Honoratioren der Stadt aufstiegen. Georg Tempelhoff (1648–1712) war Gerichtsbeisitzer, Akzisekassenherr und Stadtverordneter. Dessen Urenkel Georg Friedrich Ludwig Tempelhoff (1737–1807) wurde Artillerieoffizier, war Generalleutnant und Direktor der Artillerie-Akademie und wurde von König Friedrich II. von Preußen am 20. März 1784 in den erblichen preußischen Adelsstand erhoben.

## Wappen
Innerhalb eines goldenen Schildrandes in Blau ein auf grünem Boden springender natürlicher Hirsch; auf dem Helm mit blau-silbernen Decken ein wachsender geharnischter Schwertarm zwischen offenem schwarzem Fluge.

## Bekannte Namensträger
- Georg Friedrich von Tempelhoff (1737–1807), preußischer Artillerieoffizier, Ritter des Schwarzen Adlerordens und des Ordens Pour le Mérite
- Eduard von Tempelhoff (1807–1891), Mitglied des Preußischen Abgeordnetenhauses
- Emil von Tempelhoff (1840–1908), preußischer Landrat, Kreis Posen-West
- Kurt von Tempelhoff (1863–1935), Mitglied des Preußischen Abgeordnetenhauses
- Friedrich von Tempelhoff (1878–1941), Generalmajor und Inspekteur der Nebeltruppen
- Hans-Georg von Tempelhoff (1907–1985), Generalmajor der Bundeswehr
- Sebastian Temple, eigentlich Johann Sebastian von Tempelhoff (1928–1997), südafrikanischer Komponist („Make me a Channel of Your Peace“)
- Nicki von Tempelhoff (1968), Schauspieler